# Asinduma exscripta
Asinduma exscripta är en fjärilsart som beskrevs av Walker 1863. Asinduma exscripta ingår i släktet Asinduma och familjen trågspinnare. Inga underarter finns listade i Catalogue of Life.